# گروه ان‌پی‌دی
گروه ان‌پی‌دی(به انگلیسی: NPD Group, Inc.)یکی از بزرگترین شرکت‌های آمارگیری از فروش بازی‌های رایانه‌ای است  و در سال ۱۹۶۷ به وجود آمد و همواره گزارش‌هایی برای فروش بازی‌های رایانه‌ای، کنسول‌ها و دیگر موارد مرتبط با بازی‌های رایانه‌ای می‌دهد. البته بخش‌های دیگری دارد که apparel, appliances, automotive, beauty, consumer electronics, food and beverage, foodservice, footwear, home improvement, housewares, imaging, information technology, movies, music, software, toys and wireless نام دارند.
دفتر مرکزی این گروه در نیویورک است اما در کشورهای ژاپن پادشاهی متحده و اتحادیه اروپا نیز نمایندگی دارد.
رئیس این شرکت تد جانسون نام دارد.